# رزگاری
رزگاری شهری است در کردستان عراق بر کنار رود سیروان (دیاله).
این شهر در بخش مرکزی شهرستان کلار استان سلیمانیه واقع شده‌است.
این شهر روبه‌روی شهر قصر شیرین ایران واقع شده و در جنوب آن شهر کِفری واقع است.

## پیشینه
شهر کلار در اصل از دو بخش اصلی کلار و سِمود تشکیل می‌شد که سمود پس از شورش سال ۱۹۹۱ کردهای عراق علیه حزب بعث عراق، رزگاری نام گرفت و به عنوان شهری جدا به‌شمار آمد.
محله سمود در زمان حکومت صدام حسین یک اردوگاه گردآوری کردهای منطقه برای تبعید توسط رژیم عراق بود.
واژهٔ کردی رزگاری به معنی رهایی است